# Aszytkowo (obwód moskiewski)
Aszytkowo (ros. Ашитково) – wieś (sieło) w Rosji, w obwodzie moskiewskim, w rejonie woskriesieńskim. W 2010 liczyła 3237 mieszkańców.